# Scotophilus tandrefana
Scotophilus tandrefana — вид ссавців родини лиликових. 

## Проживання, поведінка
Країни поширення: Мадагаскар. Цей вид не вважається сурово лісовим видом, але здається, пов'язаний з сухими листяними лісами.

## Загрози та охорона
Основні загрози для цього виду не відомі.